# Internationale Dental-Schau

Logo der IDS

Die Internationale Dental-Schau (IDS) in Köln ist eine Leitmesse der Dentalbranche.

## Entwicklung
Die IDS ist eine alle zwei Jahre stattfindende Fachmesse für Zahnmedizin und Zahntechnik. Sie wird von der GFDI Gesellschaft zur Förderung der Dental-Industrie mbH, dem Wirtschaftsunternehmen des Verbandes der Deutschen Dentalindustrie e.V. (VDDI) veranstaltet, und von der Koelnmesse GmbH durchgeführt.
Bis zum Jahr 1923 war die Internationale Dental-Schau eine Wanderausstellung. Seit 1993 findet die Messe fest in Köln statt.
Auf der IDS 2011 wurden 1950 Aussteller aus 59 Ländern und über 100.000 Besucher gezählt. Auf der IDS 2013 stellten 2.058 Anbieter aus 56 Ländern ihre Produkte aus. Die Bruttoausstellungsfläche betrug 150.000 m². Die Ausstellung hatte über 125.000 Fachbesucher aus 149 Ländern. Damit ist die IDS hinsichtlich Ausstellerzahl, Internationalität, belegter Fläche und Besucherzahl die Weltleitmesse der Dentalindustrie.
Die 36. IDS 2015 hatte 2.201 Aussteller aus 56 Ländern auf einer Brutto-Ausstellungsfläche von 157.000 m² und erreichte 138.500 Besucher aus 151 Ländern. Die 38. Internationale Dental-Schau vom 12. bis zum 16. März 2019 erreichte 160.000 Fachbesucher aus 166 Ländern. Auf der Messe waren 2.327 Aussteller aus 64 Ländern auf einer Ausstellungsfläche von 170.000  m² anwesend. Damit stieg die Gesamtbesucherzahl um 3,2 %.
Die 39. Internationale Dental-Schau sollte vom 9. bis zum 13. März 2021 stattfinden, wurde wegen COVID-19 jedoch auf den 22. bis 25. September 2021 verschoben. Die 40. Internationale Dental-Schau war zugleich das 100-jährige Jubiläum dieser Veranstaltung und fand vom 11. bis 18. März 2023 statt, wo erstmalig auch die digitale Tochter IDS online vorgestellt wurde.
Die 41. Internationale Dental-Schau fand 2025 unter dem Motto „Keep Smiling!“ statt, die digitale Version wurde in IDSconnect umbenannt.

## Messestatistik
| Jahr | Aussteller | Besucher | Brutto-Ausstellungsfläche in m² |
| ---- | ---------- | -------- | ------------------------------- |
| 2007 | 1.742      | 100.522  | 133.800                         |
| 2009 | 1.823      | 106.147  | 138.000                         |
| 2011 | 1.954      | 117.697  | 145.000                         |
| 2013 | 2.058      | 125.000  | 150.000                         |
| 2015 | 2.201      | 138.500  | 157.000                         |
| 2017 | 2.305      | 155.000  | 163.000                         |
| 2019 | 2.327      | 160.000  | 170.000                         |
| 2021 | 830*       | 23.000*  | 115.000*                        |
| 2023 | 1.788      | 120.000  | 180.000                         |
| 2025 | 2.010      | 135.000  | 180.000                         |

Hinweis: *Corona bedingt